# ليستير هايز
ليستير هايز (بالإنجليزية: Lester Hayes)‏ هو لاعب كرة قدم أمريكية أمريكي، ولد في 22 يناير 1955 في هيوستن في الولايات المتحدة.

## وصلات خارجية
- ليستير هايز على موقع مرجع كرة القدم المحترفة.كوم (الإنجليزية)
- ليستير هايز على موقع IMDb (الإنجليزية)